# Vasili Tíjonov
Vasili Pávlovich Tíjonov –en ruso, Василий Павлович Тихонов– (19 de noviembre de 1960) es un deportista soviético que compitió en remo. Participó en dos Juegos Olímpicos de Verano, en los años 1988 y 1992, obteniendo una medalla de plata en Seúl 1988, en la prueba de ocho con timonel.

## Palmarés internacional
| Juegos Olímpicos | Juegos Olímpicos     | Juegos Olímpicos | Juegos Olímpicos |
| Año              | Lugar                | Medalla          | Prueba           |
| ---------------- | -------------------- | ---------------- | ---------------- |
| 1988             | Seúl (Corea del Sur) | Medalla de plata | Ocho con timonel |